# Bellemagny
Bellemagny je občina v departmaju Haut-Rhin francoske regije Alzacija.
Leta 2008 je v občini živelo 193 oseb oz. 92 oseb/km².